# الديانة المصرية القديمة (كتاب)
الديانة المصرية القديمة كتاب تاريخي من تأليف ياروسلاف تشرني. صدرت منه النسخة العربية المترجمة عن دار الشروق للنشر في عام 1996. يتناول الكتاب الديانة المصرية القديمة.
يروي الكتاب، ونقلًا عن إحدى الرسومات على المعابد الفرعونية، الطقوس التي كانت تتم أثناء جنازة المتوفي، وكان منها تتبع الرجال والنساء للميت أثناء الجنازة، ومن ضمن النساء كانت توجد مجموعة منهن نائحات محترفات ويمشين سويًا في ملابس ذات لون أزرق داكن وهو لون الحداد، ويصرخن بصوت عال ويذرفن الدموع ويمزقن جلابيبهن ويضربن على أجسامهن ويذرن التراب على رؤسهن وملابسهن.
رقم الإيداع للنسخة المترجمة: 3683 /1996م